# Évin-Malmaison
Évin-Malmaison – miejscowość i gmina we Francji, w regionie Hauts-de-France, w departamencie Pas-de-Calais.
Według danych na rok 1990 gminę zamieszkiwały 4934 osoby, a gęstość zaludnienia wynosiła 1080 osób/km² (wśród 1549 gmin regionu Nord-Pas-de-Calais Évin-Malmaison plasuje się na 183. miejscu pod względem liczby ludności, natomiast pod względem powierzchni na miejscu 719.).